# David Beck (malíř)
David Beck (25. května 1621, Delft – 19. prosince 1656, Haag) byl nizozemský malíř, portrétista, člen spolku Bentvueghels, kde dostal přezdívku „Gulden scepter“.

## Životopis

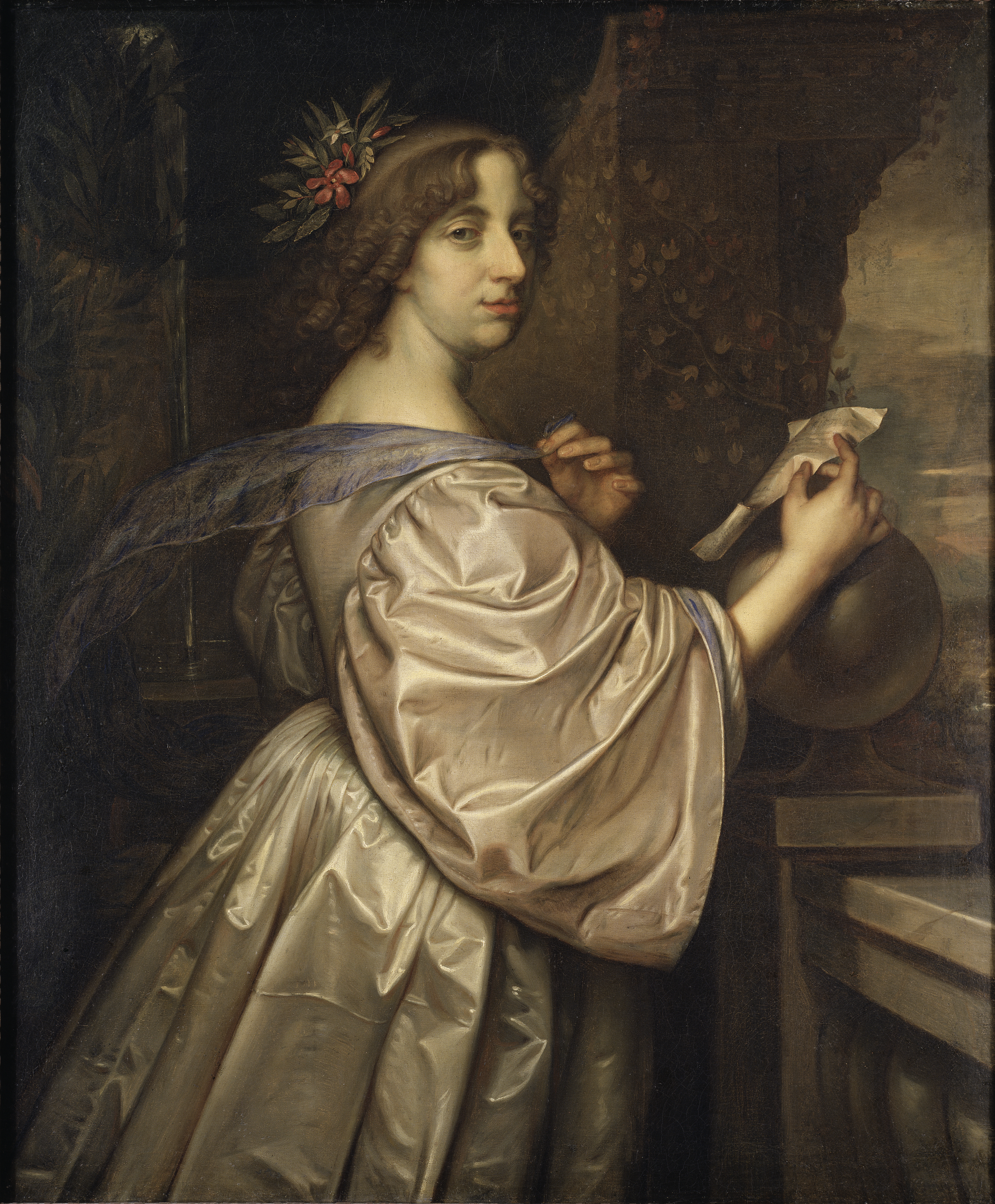
Portrét královny Kristiny

David Beck se narodil v Delftách, byl pojmenován podle svého strýce, známého básníka z Arnhemu. Byl synem ředitele školy v Delftu Hendrika Becka a Evy Aelbrechtsdr. Schoonharenové (†1640). Stal se žákem malíře Michiela Jansza van Mierevelta, významného portrétisty. Po smrti matky v roce 1640 se přestěhoval do Londýna, kde se připojil k ateliéru Anthonyho van Dycka jako jeho žák a asistent. Bohužel měl málo času učit se od samotného Van Dycka, který zemřel v roce 1641, tedy po roce pobytu Becka v Londýně.
David Beck byl úspěšný a také rychlý malíř, maloval hlavně portréty. Anglický král Karel I. Stuart tak užasl nad rychlým způsobem Beckovy malby, že zvolal: "Vskutku! Becku, myslím, že byste mohl namalovat i jedoucí vůz" a požádal jej, aby učil jeho syny kresbě. Po vypuknutí anglické občanské války, která nakonec vedla k popravě Karla I., odešel Beck z Anglie a vstoupil do služeb francouzského krále Ludvíka XIII.
Po krátkém působení na dánském královském dvoře byl v roce 1647 jmenován dvorním malířem švédské královny Kristiny. Beck namaloval  různé švédské generály a politiky, jako například Lennarta Torstensona, Axela Oxenstiernu a Louis de Geera. Na příkaz královny navštívil několik cizích zemí, kde maloval portréty místních panovníků a na oplátku jim daroval portrét Kristiny.
V Heidelbergu Beck těžce onemocněl a upadl do bezvědomí. Byl považován za mrtvého, svléknut a položen na postel. Nakonec se probral potom, co mu jeho dva popíjející sluhové drželi pod nosem sklenku vína.
Beck navštívil Antverpy, Brusel a Řím, kde se stal členem Bentvueghels. Po Kristinině konverzi a přesídlení do Říma pro ni znovu začal pracovat a maloval portréty italských vládců. V roce 1656 ji následoval do Francie a požádal ji o dovolení navštívit své přátele a rodinu v Nizozemsku; podle Houbrakena si ale jeho odjezd královna nepřála, protože se obávala, že se Beck již nevrátí. Zemřel v Haagu v témže roce; s jeho smrtí je spojováno podezření na otravu. Jeho ostatky byly převezeny do Rotterdamu, kde byl Beck pohřben 22. prosince.

## Galerie

Kristina Švédská
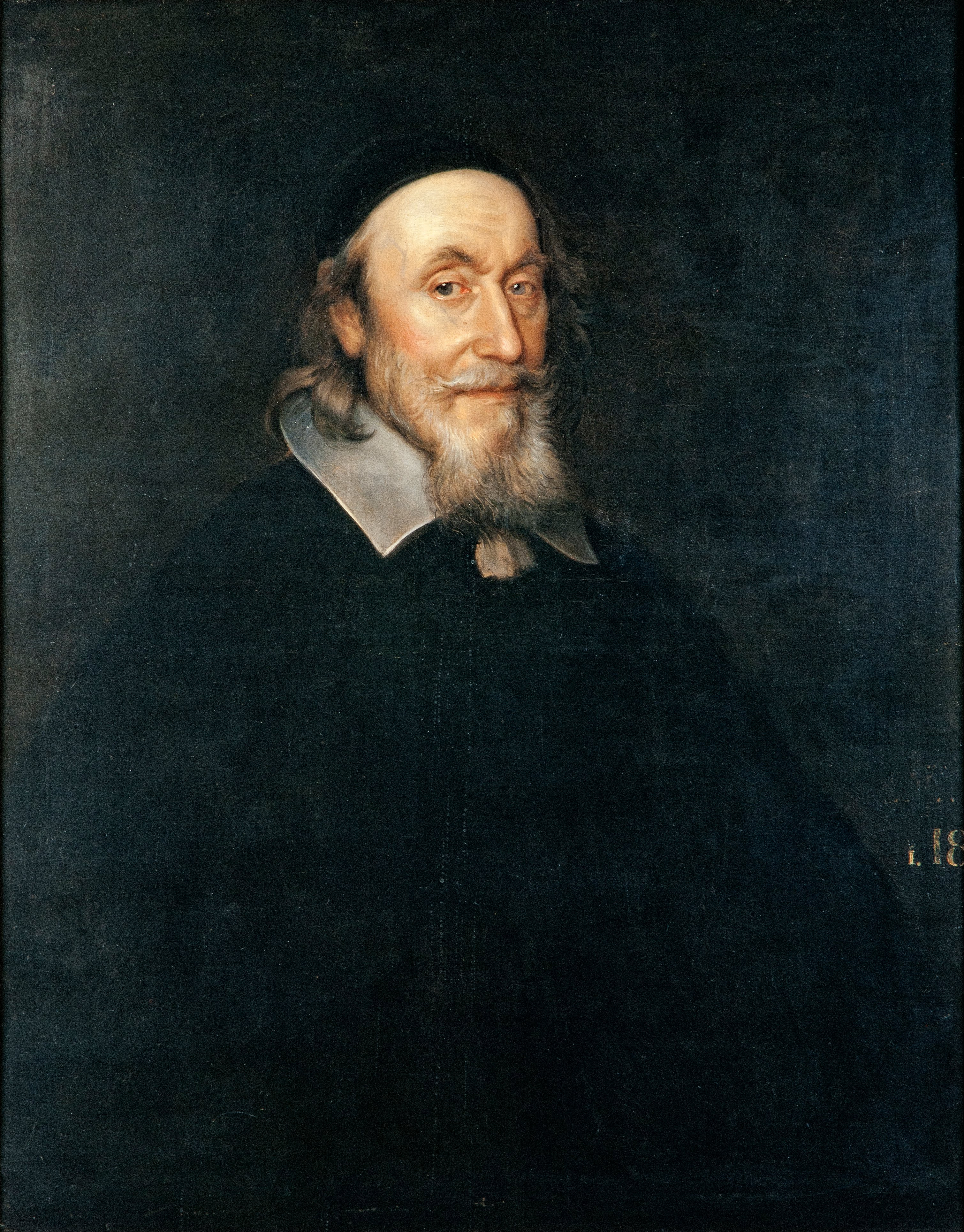
Axel Oxenstierna
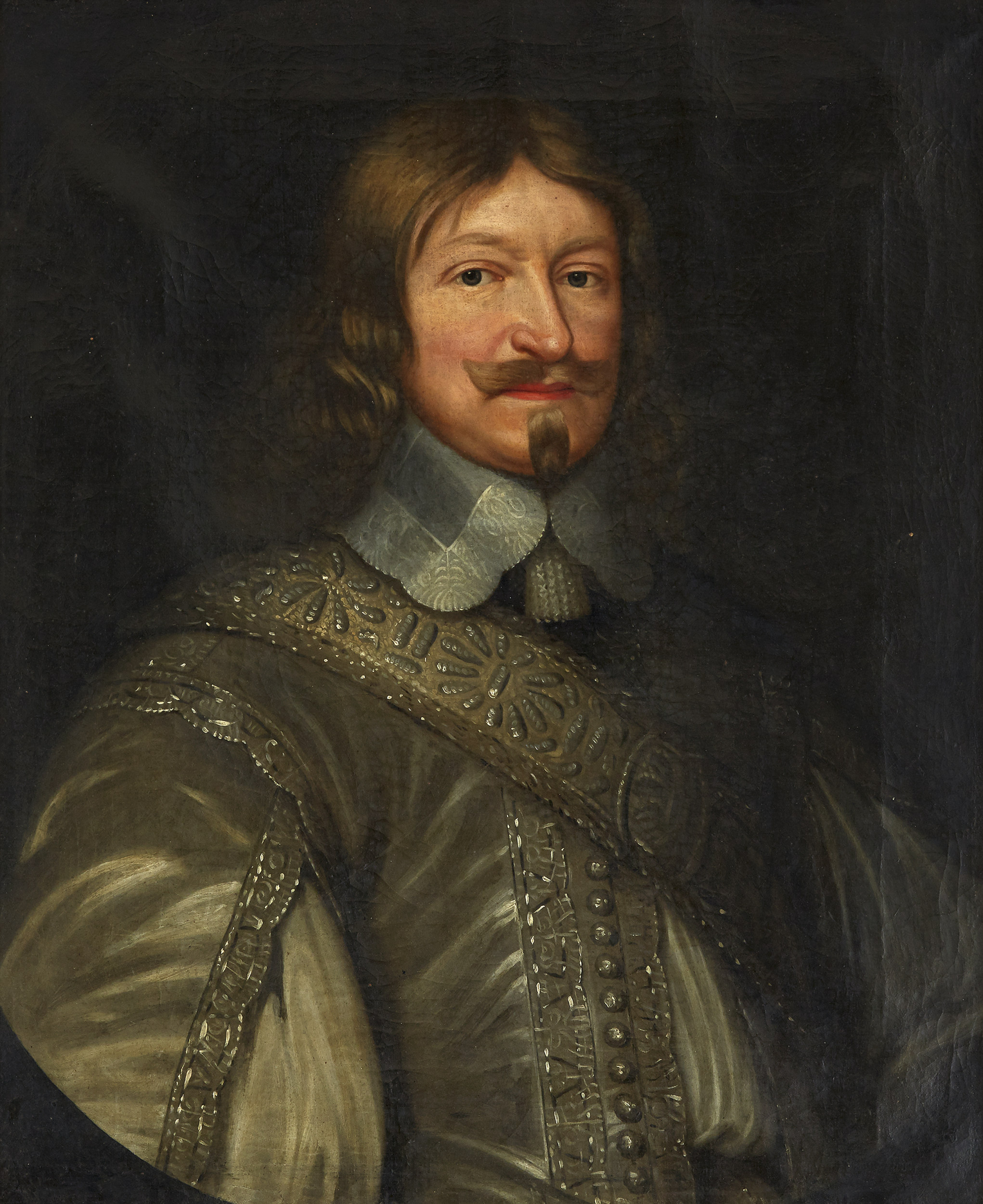
Lennart Torstenson
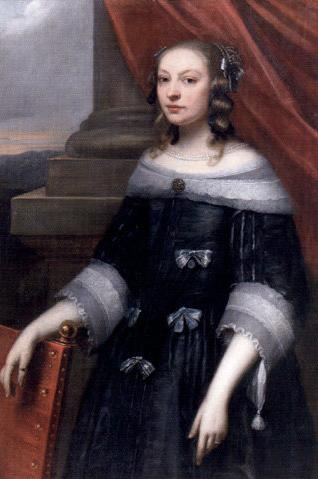
Elsa Beata Brahe